# 気比の浜
気比の浜（けいのはま）は兵庫県豊岡市気比にある白砂青松の砂浜、海水浴場。山陰海岸国立公園および山陰海岸ジオパークの区域内にある。通称Kビーチ。

## 地形
但馬地方を縦断し日本海に注ぐ円山川と気比川に挟まれた遠浅の砂浜である。

## 利用
2005年に豊岡市が合併するまでは市内唯一の海水浴場であった。
常設の水洗トイレや炊事棟が整備されており、年間を通してキャンプ場として利用されている。夏季には海の家が立ち並び、多くの海水浴客で賑わう。
例年7月19日の海の日には豊岡港観光協会主催による「気比の浜大宝さがし大会」を開催されていた。
※現在は行われていない模様。

### 施設
- 水洗トイレ1ヶ所
- 冷水シャワー1ヶ所
- 浜茶屋（夏季のみ）
- キャンプ場 150組
- グラウンドゴルフ場
- 駐車場 400台

## 所在地
- 兵庫県豊岡市気比

### 交通
- JR城崎温泉駅、城崎温泉街から車で7分
- JR山陰本線 城崎温泉駅下車、全但バス三原・気比行き気比の浜下車

### 周辺施設
- 絹巻神社 - 但馬五社の一つ
- 城崎マリンワールド
- 兵庫県立円山川公苑